# Conchita und der Ingenieur
Conchita und der Ingenieur (Brasil: Paixão nas Selvas ) é um filme teuto-brasileiro de 1954, do gênero de drama, produzido pela Astra Films em co-produção com a Franconia-Film. Foi dirigido por Franz Eichhorn e Hans Heinrich, o longa-metragem é baseado no romance Conchita, da autora alemã Franz Taut.
No Brasil, a película estreou em 17 de outubro de 1955, na cidade de São Paulo. Teve uma recepção favorável por parte da crítica brasileira, a atuação de Vanja Orico rendeu-lhe o Prêmio da Associação Brasileira de Cronistas Cinematográficos, em 1955, de melhor atriz e no Festival do Distrito Federal, recebeu o prêmio de melhor atriz.

## Elenco
- Paul Hartmann como Prof. Dahlheim
- Vanja Orico como Conchita
- Robert Freitag como Cyll Farney
- Josefin Kipper como Irene
- Herbert Hübner
- Siegfried Schürenberg
- Ary como Der Indier
- Charlott Daudert
- Oliver Hassencamp
- Henry Horman
- Gilberto Martinho
- Panos Papadopulos
- Karl-Heinz Peters